# Liste de lois en Inde
Pour un article plus général, voir Droit indien.
Liste des lois adoptées par les gouvernements successifs en Inde depuis 1836, c'est-à-dire au cours des périodes sous les régimes de l'Inde britannique et du gouvernement de la république indienne.

## 1836–1850
| Nom des lois                            | Années | Act No. |
| Bengal Indigo Contracts Act             | 1836   | 10      |
| Bengal Districts Act                    | 1836   | 21      |
| Madras Public Property Malversation Act | 1837   | 36      |
| Bengal Bonded Warehouse Association Act | 1838   | 5       |
| Coasting Vessels Act                    | 1838   | 19      |
| Madras Rent and Revenue Sales Act       | 1839   | 7       |
| Bengal Land Revenue Sales Act           | 1841   | 12      |
| Revenue, Bombay                         | 1842   | 13      |
| Revenue Commissioners, Bombay           | 1842   | 17      |
| Sales of Land for Revenue Arrears       | 1845   | 1       |
| Boundary-marks, Bombay                  | 1846   | 3       |
| Boundaries                              | 1847   | 1       |
| Bengal Alluvion and Diluvion Act        | 1847   | 9       |
| Bengal Land Holders' Attendance Act     | 1848   | 20      |
| Madras Revenue Commissioner Act         | 1849   | 10      |
| Public Accountants' Defaults Act        | 1850   | 12      |
| Judicial Officers Protection Act        | 1850   | 18      |
| Caste Disabilities Removal Act          | 1850   | 21      |
| Calcutta Land-revenue Act               | 1850   | 23      |
| Forfeited Deposits Act                  | 1850   | 25      |
| Improvements in Towns                   | 1850   | 26      |
| Public Servants (Inquiries) Act         | 1850   | 37      |

## 1851–1875
| Nom des lois                                        | Années | Act No. |
| Indian Tolls Act                                    | 1851   | 8       |
| Madras City Land Revenue Act                        | 1851   | 12      |
| Sheriffs' Fees Act                                  | 1852   | 8       |
| Bombay Rent-free Estates Act                        | 1852   | 11      |
| Rent Recovery Act                                   | 1853   | 6       |
| Shore Nuisances (Bombay and Kolaba) Act             | 1853   | 11      |
| Bengal Bonded Warehouse Association Act             | 1854   | 5       |
| Police, Agra                                        | 1854   | 16      |
| Legal Representatives' Suits Act                    | 1855   | 12      |
| Fatal Accidents Act                                 | 1855   | 13      |
| Usury Laws Repeal Act                               | 1855   | 28      |
| Bengal Embankment Act                               | 1855   | 32      |
| Sonthal Parganas Act                                | 1855   | 37      |
| Indian Bills of Lading Act                          | 1856   | 9       |
| Calcutta Land-revenue Act                           | 1856   | 18      |
| Bengal Chaukidari Act                               | 1856   | 20      |
| Tobacco Duty (Town of Bombay) Act                   | 1857   | 4       |
| Oriental Gas Company                                | 1857   | 5       |
| Madras Uncovenated Officers' Act                    | 1857   | 7       |
| Sonthal Parganas Act                                | 1857   | 10      |
| Howrah Offences Act                                 | 1857   | 21      |
| Madras Compulsory Labour Act                        | 1858   | 1       |
| Bengal Ghatwali Lands Act                           | 1859   | 5       |
| Bengal Rent Act                                     | 1859   | 10      |
| Bengal Land Revenue Sales Act                       | 1859   | 11      |
| Calcutta Pilots Act                                 | 1859   | 12      |
| Madras District Police Act                          | 1859   | 24      |
| Societies Registration Act                          | 1860   | 21      |
| Indian Penal Code                                   | 1860   | 45      |
| Police Act                                          | 1861   | 5       |
| Stage-Carriages Act                                 | 1861   | 16      |
| Government Seal Act                                 | 1862   | 3       |
| Excise (Spirits) Act                                | 1863   | 16      |
| Partition of Revenue-paying Estates                 | 1863   | 19      |
| Religious Endowments Act                            | 1863   | 20      |
| Waste-Lands (Claims) Act                            | 1863   | 23      |
| Indian Tolls Act                                    | 1864   | 15      |
| Carriers Act                                        | 1865   | 3       |
| Converts’ Marriage Dissolution Act                  | 1866   | 21      |
| Oudh Sub-settlement Act                             | 1866   | 26      |
| Ganges Tolls                                        | 1867   | 1       |
| Public Gambling Act                                 | 1867   | 3       |
| Oriental Gas Company                                | 1867   | 11      |
| Sarais Act                                          | 1867   | 22      |
| Press and Registration of Books Act                 | 1867   | 25      |
| Oudh Estates Act                                    | 1869   | 1       |
| Indian Divorce Act                                  | 1869   | 4       |
| Bombay Civil Courts Act                             | 1869   | 14      |
| Court-fees Act                                      | 1870   | 7       |
| Oudh Taluqdars' Relief Act                          | 1870   | 24      |
| Cattle-trespass Act                                 | 1871   | 1       |
| Coroners Act                                        | 1871   | 4       |
| Dehra Dun                                           | 1871   | 21      |
| Pensions Act                                        | 1871   | 23      |
| Indian Evidence Act                                 | 1872   | 1       |
| Punjab Laws Act                                     | 1872   | 4       |
| Indian Contract Act                                 | 1872   | 9       |
| Indian Christian Marriage Act                       | 1872   | 15      |
| Madras Civil Courts Act                             | 1873   | 3       |
| Government Savings Banks Act                        | 1873   | 5       |
| Northern India Canal and Drainage Act               | 1873   | 8       |
| North-Eastern Provinces Village and Road Police Act | 1873   | 16      |
| Married Women's Property Act                        | 1874   | 3       |
| Foreign Recruiting Act                              | 1874   | 4       |
| Laws Local Extent Act                               | 1874   | 15      |
| Majority Act                                        | 1875   | 9       |
| Indian Law Reports Act                              | 1875   | 18      |
| Central Provinces Laws Act                          | 1875   | 20      |

## 1876–1900
| Nom de la loi                                 | Années | Act No. |
| Chota Nagpur Encumbered Estates Act           | 1876   | 6       |
| Bombay Revenue Jurisdiction Act               | 1876   | 10      |
| Bombay Municipal Debentures Act               | 1876   | 15      |
| Oudh Laws Act                                 | 1876   | 18      |
| Dramatic Performances Act                     | 1876   | 19      |
| Broach and Kaira Incumbered Estates Act       | 1878   | 6       |
| Northern India Ferries Act                    | 1878   | 17      |
| Elephants' Preservation Act                   | 1879   | 6       |
| Hackney-carriage Act                          | 1879   | 14      |
| Dekkhan Agriculturists Relief Act             | 1879   | 17      |
| Legal Practitioners Act                       | 1879   | 18      |
| Raipur and Khattra Laws Act                   | 1879   | 19      |
| Religious Societies Act                       | 1880   | 1       |
| Kazis Act                                     | 1880   | 12      |
| Municipal Taxation Act                        | 1881   | 11      |
| Fort William Act                              | 1881   | 13      |
| Obstructions in Fairways Act                  | 1881   | 16      |
| Central Provinces Land-revenue Act            | 1881   | 18      |
| Negotiable Instruments                        |        |         |
| Indian Trusts Act                             | 1882   | 2       |
| Transfer of Property Act                      | 1882   | 4       |
| Indian Easements Act                          | 1882   | 5       |
| Powers-of-Attorney Act                        | 1882   | 7       |
| Presidency Small Cause Courts Act             | 1882   | 15      |
| Madras Forest (Validation) Act                | 1882   | 21      |
| Bikrama Singh's Estates Act                   | 1883   | 10      |
| Land Improvement Loans Act                    | 1883   | 19      |
| Punjab District Boards Act                    | 1883   | 20      |
| Explosives Act                                | 1884   | 4       |
| Agriculturists' Loans Act                     | 1884   | 12      |
| Bengal Tenancy Act                            | 1885   | 8       |
| Indian Telegraph Act                          | 1885   | 13      |
| Land Acquisition (Mines) Act                  | 1885   | 18      |
| Mirzapur Stone Mahal Act                      | 1886   | 5       |
| Births, Deaths and Marriages Registration Act | 1886   | 6       |
| Indian Tramways Act                           | 1886   | 11      |
| Oudh Wasikas Act                              | 1886   | 21      |
| Suits Valuation Act                           | 1887   | 7       |
| Provincial Small Cause Courts Act             | 1887   | 9       |
| Bengal, Agra and Assam Civil Courts Act       | 1887   | 12      |
| Punjab Tenancy Act                            | 1887   | 16      |
| Punjab Land Revenue Act                       | 1887   | 17      |
| King of Oudh's Estate Act                     | 1887   | 19      |
| Police Act                                    | 1888   | 3       |
| Indian Reserve Forces Act                     | 1888   | 4       |
| Indian Tolls Act                              | 1888   | 8       |
| City of Bombay Municipal (Supplementary) Act  | 1888   | 12      |
| King of Oudh's Estate Act                     | 1888   | 14      |
| Metal Tokens Act                              | 1889   | 1       |
| Revenue Recovery Act                          | 1890   | 1       |
| Charitable Endowments Act                     | 1890   | 6       |
| Guardians and Wards Act                       | 1890   | 8       |
| Excise (Malt Liquors) Act                     | 1890   | 13      |
| United Provinces Act                          | 1890   | 20      |
| Easements (Extending Act 5 of 1882)           | 1891   | 8       |
| Murshidabad Act                               | 1891   | 15      |
| Colonial Courts of Admiralty (India) Act      | 1891   | 16      |
| Bankers' Books Evidence Act                   | 1891   | 18      |
| Marriages Validation Act                      | 1892   | 2       |
| Bengal Military Police Act                    | 1892   | 5       |
| Madras City Civil Court Act                   | 1892   | 7       |
| Government Management of Private Estates Act  | 1892   | 10      |
| Porahat Estate Act                            | 1893   | 2       |
| Partition Act                                 | 1893   | 4       |
| Sir Dinshaw Maneckjee Petit                   | 1893   | 6       |
| Land Acquisition Act                          | 1894   | 1       |
| Prisons Act                                   | 1894   | 9       |
| Government Grants Act                         | 1895   | 15      |
| Epidemic Diseases Act                         | 1897   | 3       |
| Indian Fisheries Act                          | 1897   | 4       |
| Amending Act                                  | 1897   | 5       |
| Reformatory Schools Act                       | 1897   | 8       |
| General Clauses Act                           | 1897   | 10      |
| Indian Short Titles Act                       | 1897   | 14      |
| Lepers Act                                    | 1898   | 3       |
| Indian Post Office Act                        | 1898   | 6       |
| Live-stock Importation Act                    | 1898   | 9       |
| Central Provinces Tenancy Act                 | 1898   | 11      |
| Indian Stamp Act                              | 1899   | 2       |
| Government Buildings Act                      | 1899   | 4       |
| Glanders and Farcy Act                        | 1899   | 13      |
| Church of Scotland Kirk Sessions Act          | 1899   | 23      |
| Central Provinces Court of Wards Act          | 1899   | 24      |
| Prisoners Act                                 | 1900   | 3       |

## 1901–1925
| Noms des lois                                          | Année | Act No. |
| Indian Tolls (Army and Air Force) Act                  | 1901  | 2       |
| Amending Act                                           | 1901  | 11      |
| Indian Tramways Act                                    | 1902  | 4       |
| Amending Act                                           | 1903  | 1       |
| Works of Defence Act                                   | 1903  | 7       |
| Victoria Memorial Act                                  | 1903  | 10      |
| Ancient Monuments Preservation Act                     | 1904  | 7       |
| Indian Railway Board Act                               | 1905  | 4       |
| Coinage Act                                            | 1906  | 3       |
| Code of Civil Procedure                                | 1908  | 5       |
| Explosive Substances Act                               | 1908  | 6       |
| Central Provinces Financial Commissioner’s Act         | 1908  | 13      |
| Indian Criminal Law Amendment Act                      | 1908  | 14      |
| Indian Ports Act                                       | 1908  | 15      |
| Registration Act                                       | 1908  | 16      |
| Presidency-towns Insolvency Act                        | 1909  | 3       |
| Anand Marriage Act                                     | 1909  | 7       |
| Dourine Act                                            | 1910  | 5       |
| Indian Museum Act                                      | 1910  | 10      |
| Prevention of Seditious Meetings Act                   | 1911  | 10      |
| Co-operative Societies Act                             | 1912  | 2       |
| Bengal, Bihar and Orissa and Assam Laws Act            | 1912  | 7       |
| Wild Birds and Animals Protection Act                  | 1912  | 8       |
| Delhi Laws Act                                         | 1912  | 13      |
| Official Trustees Act                                  | 1913  | 2       |
| White Phosphorus Matches Prohibition Act               | 1913  | 5       |
| Mussalman Wakf Validating Act                          | 1913  | 6       |
| Destructive Insects and Pests Act                      | 1914  | 2       |
| Local Authorities Loans Act                            | 1914  | 9       |
| Delhi Laws Act                                         | 1915  | 7       |
| Sir Jamsetjee Jejeebhoy Baronetcy Act                  | 1915  | 10      |
| Banaras Hindu University Act                           | 1915  | 16      |
| Indian Medical Degrees Act                             | 1916  | 7       |
| Hindu Disposition of Property Act                      | 1916  | 15      |
| Inland Vessels Act                                     | 1917  | 1       |
| Destruction of Records Act                             | 1917  | 5       |
| King of Oudh's Estate Validation Act                   | 1917  | 12      |
| Post Office Cash Certificates Act                      | 1917  | 18      |
| Cinematograph Act                                      | 1918  | 2       |
| Usurious Loans Act                                     | 1918  | 10      |
| Bronze Coin (Legal Tender) Act                         | 1918  | 22      |
| Local Authorities Pensions and Gratuities Act          | 1919  | 1       |
| Poisons Act                                            | 1919  | 12      |
| Calcutta High Court (Jurisdictional Limits) Act        | 1919  | 15      |
| Provincial Insolvency Act                              | 1920  | 5       |
| Indian Securities Act                                  | 1920  | 10      |
| Charitable and Religious Trusts Act                    | 1920  | 14      |
| Indian Red Cross Society Act                           | 1920  | 15      |
| Indian Rifles Act                                      | 1920  | 23      |
| Identification of Prisoners Act                        | 1920  | 33      |
| Passport (Entry into India) Act                        | 1920  | 34      |
| Aligarh Muslim University Act                          | 1920  | 40      |
| Maintenance Orders Enforcement Act                     | 1921  | 18      |
| Delhi University Act                                   | 1922  | 8       |
| Police (Incitement to Disaffection) Act                | 1922  | 22      |
| Indian Boilers Act                                     | 1923  | 5       |
| Cantonments (House Accommodation) Act                  | 1923  | 6       |
| Indian Naval Armament Act                              | 1923  | 7       |
| Workmen's Compensation Act                             | 1923  | 8       |
| Official Secrets Act                                   | 1923  | 19      |
| Legal Practitioners (Women) Act                        | 1923  | 23      |
| Mussalman Wakf Act                                     | 1923  | 42      |
| Cantonments Act                                        | 1924  | 2       |
| Bengal Criminal Law Amendment (Supplementary) Act      | 1925  | 0       |
| Indian Soldiers (Litigation) Act                       | 1925  | 4       |
| Provident Funds Act                                    | 1925  | 19      |
| Sikh Gurdwaras (Supplementary) Act                     | 1925  | 24      |
| Indian Carriage of Goods by Sea Act                    | 1925  | 26      |
| Madras, Bengal and Bombay Children (Supplementary) Act | 1925  | 35      |
| Indian Succession Act                                  | 1925  | 39      |

## 1926–1950
| Nom des lois                                                               | Années | Act No. |
| Trade Unions Act                                                           | 1926   | 16      |
| Legal Practitioners (Fees) Act                                             | 1926   | 21      |
| Indian Bar Councils Act                                                    | 1926   | 38      |
| Indian Forest Act                                                          | 1927   | 16      |
| Light House Act                                                            | 1927   | 17      |
| Hindu Inheritance (Removal of Disabilities) Act                            | 1928   | 12      |
| Child Marriage Restraint Act                                               | 1929   | 19      |
| Transfer of Property (Amendment) Supplementary Act                         | 1929   | 21      |
| Sale of Goods Act                                                          | 1930   | 3       |
| Hindu Gains of Learning Act                                                | 1930   | 30      |
| Mussalman Wakf Validating Act                                              | 1930   | 32      |
| Provisional Collection of Taxes Act                                        | 1931   | 16      |
| Sheriff of Calcutta (Power of Custody) Act                                 | 1931   | 20      |
| Indian Partnership Act                                                     | 1932   | 9       |
| Public Suits Validation Act                                                | 1932   | 11      |
| Criminal Law Amendment Act                                                 | 1932   | 23      |
| Bengal Suppression of Terrorist Outrages (Supplementary) Act               | 1932   | 24      |
| Children (Pledging of Labour) Act                                          | 1933   | 2       |
| Indian Wireless Telegraphy Act                                             | 1933   | 17      |
| Murshidabad Estate Administration Act                                      | 1933   | 23      |
| Reserve Bank of India Act                                                  | 1934   | 2       |
| Sugar-cane Act                                                             | 1934   | 15      |
| Aircraft Act                                                               | 1934   | 22      |
| Assam Criminal Law Amendment (Supplementary) Act                           | 1934   | 27      |
| Petroleum Act                                                              | 1934   | 30      |
| Jubbalpore and Chhattisgarh Divisions (Divorce Proceedings Validation) Act | 1935   | 13      |
| Parsi Marriage and Divorce Act                                             | 1936   | 3       |
| Payment of Wages Act                                                       | 1936   | 4       |
| Decrees and Orders Validating Act                                          | 1936   | 5       |
| Bangalore Marriages Validating Act                                         | 1936   | 16      |
| Red Cross Society (Allocation of Property) Act                             | 1936   | 18      |
| Agricultural Produce (Grading and Marking) Act                             | 1937   | 1       |
| Arya Marriage Validation Act                                               | 1937   | 19      |
| Muslim Personal Law (Shariat) Application Act                              | 1937   | 26      |
| Insurance Act                                                              | 1938   | 4       |
| Manoeuvres, Field Firing and Artillery Practice Act                        | 1938   | 5       |
| Cutchi Memons Act                                                          | 1938   | 10      |
| Criminal Law Amendment Act                                                 | 1938   | 20      |
| Employers' Liability Act                                                   | 1938   | 24      |
| Dissolution of Muslim Marriages Act                                        | 1939   | 8       |
| Registration of Foreigners Act                                             | 1939   | 16      |
| Commercial Documents Evidence Act                                          | 1939   | 30      |
| Drugs and Cosmetics Act                                                    | 1940   | 23      |
| Agricultural Produce Cess Act                                              | 1940   | 27      |
| Berar Laws Act                                                             | 1941   | 4       |
| Assam Rifles Act                                                           | 1941   | 5       |
| Delhi Restriction of Uses of Land Act                                      | 1941   | 12      |
| Railways (Local Authorities' Taxation) Act                                 | 1941   | 25      |
| Coffee Act                                                                 | 1942   | 7       |
| Weekly Holidays Act                                                        | 1942   | 18      |
| Reciprocity Act                                                            | 1943   | 9       |
| War Injuries (Compensation Insurance) Act                                  | 1943   | 23      |
| Central Excise Act                                                         | 1944   | 1       |
| Public Debt Act                                                            | 1944   | 18      |
| International Monetary Fund and Bank Act                                   | 1945   | 0       |
| Industrial Employment (Standing Orders) Act                                | 1946   | 20      |
| Mica Mines Labour Welfare Fund Act                                         | 1946   | 22      |
| Delhi Special Police Establishment Act                                     | 1946   | 25      |
| Foreigners Act                                                             | 1946   | 31      |
| Industrial Disputes Act                                                    | 1947   | 14      |
| Armed Forces (Emergency Duties) Act                                        | 1947   | 15      |
| Trading with the Enemy (Continuance of Emergency Provisions) Act           | 1947   | 16      |
| Rubber Act                                                                 | 1947   | 24      |
| United Nations (Security Council) Act                                      | 1947   | 43      |
| United Nations (Privileges and Immunities) Act                             | 1947   | 46      |
| Foreign Jurisdiction Act                                                   | 1947   | 47      |
| Indian Nursing Council Act                                                 | 1947   | 48      |
| Pharmacy Act                                                               | 1948   | 8       |
| Dock Workers (Regulation of Employment) Act                                | 1948   | 9       |
| Minimum Wages Act                                                          | 1948   | 11      |
| Rehabilitation Finance Administration Act                                  | 1948   | 12      |
| Damodar Valley Corporation Act                                             | 1948   | 14      |
| Dentists Act                                                               | 1948   | 16      |
| Junagarh Administration (Property) Act                                     | 1948   | 26      |
| National Cadet Corps Act                                                   | 1948   | 31      |
| Calcutta Port (Pilotage) Act                                               | 1948   | 33      |
| Employees' State Insurance Act                                             | 1948   | 34      |
| Census Act                                                                 | 1948   | 37      |
| Continuance of Legal Proceedings Act                                       | 1948   | 38      |
| Indian Matrimonial Causes (War Marriages) Act                              | 1948   | 40      |
| Diplomatic and Consular Officers (Oaths and Fees) Act                      | 1948   | 41      |
| Coal Mines Provident Fund and Miscellaneous Provisions Act                 | 1948   | 46      |
| Imperial Library (Change of Name) Act                                      | 1948   | 51      |
| Bombay Public Security Measures (Delhi Amendment) Act                      | 1948   | 52      |
| Oil Fields (Regulation and Development) Act                                | 1948   | 53      |
| Territorial Army Act                                                       | 1948   | 56      |
| Exchange of Prisoners Act                                                  | 1948   | 58      |
| Resettlement of Displaced Persons (Land Acquisition) Act                   | 1948   | 60      |
| Central Silk Board Act                                                     | 1948   | 61      |
| Reserve Bank (Transfer of Public Ownership) Act                            | 1948   | 62      |
| Factories Act                                                              | 1948   | 63      |
| Delhi and Ajmer-Merwara Land Development Act                               | 1948   | 66      |
| Mangrol and Manavadar (Administration of Property) Act                     | 1949   | 2       |
| Scheduled Securities (Hyderabad) Act                                       | 1949   | 7       |
| Seaward Artillery Practice Act                                             | 1949   | 8       |
| Banking Regulation Act                                                     | 1949   | 10      |
| West Godavari District (Assimilation of Laws on Federal Subjects) Act      | 1949   | 20      |
| Delhi Hotels (Control of Accommodation) Act                                | 1949   | 24      |
| Chartered Accountants Act                                                  | 1949   | 38      |
| Requisitioned Land (Apportionment of Compensation) Act                     | 1949   | 51      |
| Industrial Disputes (Banking and Insurance Companies) Act                  | 1949   | 54      |
| Merged States (Laws) Act                                                   | 1949   | 59      |
| Professions Tax Limitation (Amendment and Validation) Act                  | 1949   | 61      |
| Police Act                                                                 | 1949   | 64      |
| Central Reserve Police Force Act                                           | 1949   | 66      |
| High Courts (Seals) Act                                                    | 1950   | 7       |
| Immigrants (Expulsion from Assam) Act                                      | 1950   | 10      |
| Emblems and Names (Prevention of Improper Use) Act                         | 1950   | 12      |
| Special Criminal Courts (Jurisdiction) Act                                 | 1950   | 18      |
| Drugs (Control) Act                                                        | 1950   | 26      |
| Transfer of Prisoners Act                                                  | 1950   | 29      |
| Union Territories (Laws) Act                                               | 1950   | 30      |
| Opium and Revenue Laws (Extension of Application) Act                      | 1950   | 33      |
| Army and Air Force (Disposal of Private Property) Act                      | 1950   | 40      |
| Ajmer Tenancy and Land Records Act                                         | 1950   | 42      |
| Representation of the People Act                                           | 1950   | 43      |
| Air Force Act                                                              | 1950   | 45      |
| Army Act                                                                   | 1950   | 46      |
| Contingency Fund of India Act                                              | 1950   | 49      |
| Road Transport Corporations Act                                            | 1950   | 64      |
| Cooch-Behar (Assimilation of Laws) Act                                     | 1950   | 67      |
| Telegraph Wires (Unlawful Possession) Act                                  | 1950   | 74      |
| Khaddar (Protection of Name) Act                                           | 1950   | 78      |

## 1951–1975
| Nom des lois                                                                                               | Années | Act No. |
| Part B States (Laws) Act                                                                                   | 1951   | 3       |
| Supreme Court Advocates (Practice in High Courts) Act                                                      | 1951   | 18      |
| Jallianwala Bagh National Memorial Act                                                                     | 1951   | 25      |
| Visva-Bharati Act                                                                                          | 1951   | 29      |
| President's Emoluments and Pension Act                                                                     | 1951   | 30      |
| Finance Commission (Miscellaneous Provisions) Act                                                          | 1951   | 33      |
| Scheduled Areas (Assimilation of Laws) Act                                                                 | 1951   | 37      |
| Marking of Heavy Packages Act                                                                              | 1951   | 39      |
| Rajghat Samadhi Act                                                                                        | 1951   | 41      |
| Representation of the People Act                                                                           | 1951   | 43      |
| Assam (Alteration of Boundaries) Act                                                                       | 1951   | 47      |
| Railway Companies (Emergency Provisions) Act                                                               | 1951   | 51      |
| Companies (Donations to National Funds) Act                                                                | 1951   | 54      |
| All-India Services Act                                                                                     | 1951   | 61      |
| State Financial Corporations Act                                                                           | 1951   | 63      |
| Evacuee Interest (Separation) Act                                                                          | 1951   | 64      |
| Industries (Development and Regulation) Act                                                                | 1951   | 65      |
| Part C States Miscellaneous Laws (Repealing) Act                                                           | 1951   | 66      |
| Plantations Labour Act                                                                                     | 1951   | 69      |
| Displaced Persons (Debts Adjustment) Act                                                                   | 1951   | 70      |
| Part B States Marriages Validating Act                                                                     | 1952   | 1       |
| Indian Independence Pakistan Courts (Pending Proceedings) Act                                              | 1952   | 9       |
| Employees' Provident Funds and Miscellaneous Provisions Act                                                | 1952   | 19      |
| Inflammable Substances Act                                                                                 | 1952   | 20      |
| Requisitioning and Acquisition of Immovable Property Act                                                   | 1952   | 30      |
| Presidential and Vice-Presidential Elections Act                                                           | 1952   | 31      |
| Mines Act                                                                                                  | 1952   | 35      |
| Cinematograph Act                                                                                          | 1952   | 37      |
| Delhi and Ajmer Rent Control Act                                                                           | 1952   | 38      |
| Notaries Act                                                                                               | 1952   | 53      |
| Salaries and Allowances of Ministers Act                                                                   | 1952   | 58      |
| Commissions of Inquiry Act                                                                                 | 1952   | 60      |
| Reserve and Auxiliary Air Forces Act                                                                       | 1952   | 62      |
| State Armed Police Forces (Extension of Laws) Act                                                          | 1952   | 63      |
| Forward ContrActs (Regulation) Act                                                                         | 1952   | 74      |
| Scheduled Areas (Assimilation of Laws) Act                                                                 | 1953   | 16      |
| Salaries and Allowances of Officers of Parliament Act                                                      | 1953   | 20      |
| Tea Act | 1953   | 29      |
| Andhra State Act                                                                                           | 1953   | 30      |
| Collection of Statistics Act                                                                               | 1953   | 32      |
| Calcutta High Court (Extension of Jurisdiction) Act                                                        | 1953   | 41      |
| Coir Industry Act                                                                                          | 1953   | 45      |
| Salt Cess Act                                                                                              | 1953   | 49      |
| Reserve Bank of India (Amendment and Miscellaneous Provisions) Act                                         | 1953   | 54      |
| Transfer of Evacuee Deposits Act                                                                           | 1954   | 15      |
| Lushai Hills District (Change of Name) Act                                                                 | 1954   | 18      |
| Absorbed Areas (Laws) Act                                                                                  | 1954   | 20      |
| Drugs and Magic Remedies (Objectionable Advertisements) Act                                                | 1954   | 21      |
| State Acquisition of Lands for Union Purposes (Validation) Act                                             | 1954   | 23      |
| Delivery of Books and Newspapers (Public Libraries) Act                                                    | 1954   | 27      |
| High Court Judges (Salaries and Conditions of Service) Act                                                 | 1954   | 28      |
| Salary, Allowances and Pension of Members of Parliament Act                                                | 1954   | 30      |
| Shillong (Rifle Range and Umlong) Cantonments Assimilation of Laws Act                                     | 1954   | 31      |
| Himachal Pradesh and Bilaspur (New State) Act                                                              | 1954   | 32      |
| Chandernagore (Merger) Act                                                                                 | 1954   | 36      |
| Prevention of Food Adulteration Act                                                                        | 1954   | 37      |
| Taxation Laws (Extension to Jammu and Kashmir) Act                                                         | 1954   | 41      |
| Special Marriage Act                                                                                       | 1954   | 43      |
| Essential Commodities Act                                                                                  | 1955   | 10      |
| Medicinal and Toilet Preparations (Excise Duties) Act                                                      | 1955   | 16      |
| Commanders-in-Chief (Change in Designation) Act                                                            | 1955   | 19      |
| Protection of Civil Rights Act                                                                             | 1955   | 22      |
| State Bank of India Act                                                                                    | 1955   | 23      |
| Hindu Marriage Act                                                                                         | 1955   | 25      |
| Prisoners (Attendance in Courts) Act                                                                       | 1955   | 32      |
| Durgah Khawaja Saheb Act                                                                                   | 1955   | 36      |
| Spirituous Preparation (Inter-State Trade and Commerce) Control Act                                        | 1955   | 39      |
| Prize Competitions Act                                                                                     | 1955   | 42      |
| Working Journalists and other Newspaper Employees (Conditions of Service) and Miscellaneous Provisions Act | 1955   | 45      |
| Manipur (Courts) Act                                                                                       | 1955   | 56      |
| Citizenship Act                                                                                            | 1955   | 57      |
| Companies Act                                                                                              | 1956   | 1       |
| University Grants Commission Act                                                                           | 1956   | 3       |
| Bar Councils (Validation of State Laws) Act                                                                | 1956   | 4       |
| Sales Tax Laws Validation Act                                                                              | 1956   | 7       |
| All-India Institute of Medical Sciences Act                                                                | 1956   | 25      |
| Hindu Succession Act                                                                                       | 1956   | 30      |
| Life Insurance Corporation Act                                                                             | 1956   | 31      |
| Hindu Minority and Guardianship Act                                                                        | 1956   | 32      |
| Inter-State River Water Disputes Act                                                                       | 1956   | 33      |
| Industrial Disputes (Amendment and Miscellaneous Provisions) Act                                           | 1956   | 36      |
| States Reorganisation Act                                                                                  | 1956   | 37      |
| Bihar and West Bengal (Transfer of Territories) Act                                                        | 1956   | 40      |
| Securities Contracts (Regulation) Act                                                                      | 1956   | 42      |
| Newspaper (Price and Page) Act                                                                             | 1956   | 45      |
| National Highways Act                                                                                      | 1956   | 48      |
| River Boards Act                                                                                           | 1956   | 49      |
| Lok Sahayak Sena Act                                                                                       | 1956   | 53      |
| Supreme Court (Number of Judges) Act                                                                       | 1956   | 55      |
| Khadi and Village Industries Commission Act                                                                | 1956   | 61      |
| Jammu and Kashmir (Extension of Laws) Act                                                                  | 1956   | 62      |
| Scheduled Castes and Scheduled Tribes Orders (Amendment) Act                                               | 1956   | 63      |
| Terminal Tax on Railway Passengers Act                                                                     | 1956   | 69      |
| Central Sales Tax Act                                                                                      | 1956   | 74      |
| Hindu Adoptions and Maintenance Act                                                                        | 1956   | 78      |
| State Bank of Hyderabad Act                                                                                | 1956   | 79      |
| Manipur (Village Authorities in Hill Areas) Act                                                            | 1956   | 80      |
| Representation of the People (Miscellaneous Provisions) Act                                                | 1956   | 88      |
| Faridabad Development Corporation Act                                                                      | 1956   | 90      |
| Young Persons (Harmful Publications) Act                                                                   | 1956   | 93      |
| Slum Areas (Improvement and Clearance) Act                                                                 | 1956   | 96      |
| Indian Medical Council Act                                                                                 | 1956   | 102     |
| Immoral Traffic (Prevention) Act                                                                           | 1956   | 104     |
| Women's and Children's Institutions (Licensing) Act                                                        | 1956   | 105     |
| Copyright Act                                                                                              | 1957   | 14      |
| Coal Bearing Areas (Acquisition and Development) Act                                                       | 1957   | 20      |
| Railway Protection Force Act                                                                               | 1957   | 23      |
| Wealth-tax Act                                                                                             | 1957   | 27      |
| Legislative Councils Act                                                                                   | 1957   | 37      |
| Inter-State Corporation Act                                                                                | 1957   | 38      |
| Naga Hills-Tuensang Area Act                                                                               | 1957   | 42      |
| Public Employment (Requirement as to Residence) Act                                                        | 1957   | 44      |
| Cantonments (Extension of Rent Control Laws) Act                                                           | 1957   | 46      |
| Additional Duties of Excise (Goods of Special Importance) Act                                              | 1957   | 58      |
| Delhi Development Act                                                                                      | 1957   | 61      |
| Navy Act                                                                                                   | 1957   | 62      |
| Delhi Municipal Corporation Act                                                                            | 1957   | 66      |
| Mines and Minerals (Development and Regulation) Act                                                        | 1957   | 67      |
| Gift-tax Act                                                                                               | 1958   | 18      |
| Probation of Offenders Act                                                                                 | 1958   | 20      |
| Ancient Monuments and Archaeological Sites and Remains Act                                                 | 1958   | 24      |
| Armed Forces (Special Powers) Act                                                                          | 1958   | 28      |
| Working Journalists (Fixation of Rates of Wages) Act                                                       | 1958   | 29      |
| Manipur and Tripura (Repeal of Laws) Act                                                                   | 1958   | 35      |
| Supreme Court Judges (Salaries and Conditions of Service) Act                                              | 1958   | 41      |
| International Finance Corporation (Status, Immunities and Privileges) Act                                  | 1958   | 42      |
| Merchant Shipping Act                                                                                      | 1958   | 44      |
| Himachal Pradesh Legislative Assembly (Constitution and Proceedings) Validation Act                        | 1958   | 56      |
| Orissa Weights and Measures (Delhi Repeal) Act                                                             | 1958   | 57      |
| Delhi Rent Control Act                                                                                     | 1958   | 59      |
| Parliament (Prevention of Disqualification) Act                                                            | 1959   | 10      |
| Cost and Works Accountants Act                                                                             | 1959   | 23      |
| Public Wakfs (Extension of Limitation) Act                                                                 | 1959   | 29      |
| Employment Exchanges (Compulsory Notification of Vacancies) Act                                            | 1959   | 31      |
| State Bank of India (Subsidiary Banks) Act                                                                 | 1959   | 38      |
| Travancore-Cochin Vehicles Taxation (Amendment and Validation) Act                                         | 1959   | 42      |
| Government Savings Certificates Act                                                                        | 1959   | 46      |
| Rajasthan and Madhya Pradesh (Transfer of Territories) Act                                                 | 1959   | 47      |
| Miscellaneous Personal Laws (Extension) Act                                                                | 1959   | 48      |
| Arms Act                                                                                                   | 1959   | 54      |
| Andhra Pradesh and Madras Alteration of Boundaries Act                                                     | 1959   | 56      |
| Indian Statistical Institute Act                                                                           | 1959   | 57      |
| Married Women's Property (Extension) Act                                                                   | 1959   | 61      |
| Geneva Conventions Act                                                                                     | 1960   | 6       |
| Orphanages and Other Charitable Homes (Supervision and Control) Act                                        | 1960   | 10      |
| Bombay Reorganisation Act                                                                                  | 1960   | 11      |
| Hindu Marriages (Validation of Proceedings) Act                                                            | 1960   | 19      |
| Delhi Land Holdings (Ceiling) Act                                                                          | 1960   | 24      |
| International Development Association (Status, Immunities and Privileges) Act                              | 1960   | 32      |
| Manipur Land Revenue and Land Reforms Act                                                                  | 1960   | 33      |
| Central Excises (Conversion to Metric Units) Act                                                           | 1960   | 38      |
| Delhi Primary Education Act                                                                                | 1960   | 39      |
| Customs Duties and Cesses (Conversion to Metric Units) Act                                                 | 1960   | 40      |
| Tripura Land Revenue and Land Reforms Act                                                                  | 1960   | 43      |
| Mahendra Pratap Singh Estate (Repeal) Act                                                                  | 1960   | 48      |
| British Statutes (Application to India) Repeal Act                                                         | 1960   | 57      |
| Prevention of Cruelty to Animal Act                                                                        | 1960   | 59      |
| Preference Shares (Regulation of Dividend) Act                                                             | 1960   | 63      |
| Acquired Territories (Merger) Act                                                                          | 1960   | 64      |
| Criminal Law Amendment Act                                                                                 | 1961   | 23      |
| Advocates Act                                                                                              | 1961   | 25      |
| Salar Jung Museum Act                                                                                      | 1961   | 26      |
| Motor Transport Workers Act                                                                                | 1961   | 27      |
| Dowry Prohibition Act                                                                                      | 1961   | 28      |
| Delhi (Urban Areas) Tenants' Relief Act                                                                    | 1961   | 30      |
| Union Territories (Stamp and Court-fees Laws) Act                                                          | 1961   | 33      |
| Dadra and Nagar Haveli Act                                                                                 | 1961   | 35      |
| Newspaper (Price and Page Continuance) Act                                                                 | 1961   | 36      |
| Income-tax Act                                                                                             | 1961   | 43      |
| Voluntary Surrender of Salaries (Exemption from Taxation) Act                                              | 1961   | 46      |
| Deposit Insurance and Credit Guarantee Corporation Act                                                     | 1961   | 47      |
| Assam Municipal (Manipur Amendment) Act                                                                    | 1961   | 49      |
| Apprentices Act                                                                                            | 1961   | 52      |
| Maternity Benefit Act                                                                                      | 1961   | 53      |
| Sugar (Regulation of Producion) Act                                                                        | 1961   | 55      |
| Institutes of Technology Act                                                                               | 1961   | 59      |
| Goa, Daman and Diu (Administration) Act                                                                    | 1962   | 1       |
| Hindi Sahitya Sammelan Act                                                                                 | 1962   | 13      |
| National Co-operative Development Corporation Act                                                          | 1962   | 26      |
| State of Nagaland Act                                                                                      | 1962   | 27      |
| Land Acquisition (Amendment) Act                                                                           | 1962   | 31      |
| Atomic Energy Act                                                                                          | 1962   | 33      |
| Extradition Act                                                                                            | 1962   | 34      |
| Foreigners Law (Application and Amendment) Act                                                             | 1962   | 42      |
| Pondicherry (Administration) Act                                                                           | 1962   | 49      |
| Petroleum and Minerals Pipelines (Acquisition of Right of User in Land) Act                                | 1962   | 50      |
| Customs Act                                                                                                | 1962   | 52      |
| Manipur (Sales of Motor Spirit and Lubricants) Taxation Act                                                | 1962   | 55      |
| State Associated Banks (Miscellaneous Provisions) Act                                                      | 1962   | 56      |
| Delhi Motor Vehicles Taxation Act                                                                          | 1962   | 57      |
| Warehousing Corporations Act                                                                               | 1962   | 58      |
| Marine Insurance Act                                                                                       | 1963   | 11      |
| Official Languages Act                                                                                     | 1963   | 19      |
| Government of Union Territories Act                                                                        | 1963   | 20      |
| Compulsory Deposit Scheme Act                                                                              | 1963   | 21      |
| Export (Quality Control and Inspection) Act                                                                | 1963   | 22      |
| Limitation Act                                                                                             | 1963   | 36      |
| Personal Injuries (Compensation Insurance) Act                                                             | 1963   | 37      |
| Major Port Trusts Act                                                                                      | 1963   | 38      |
| Textiles Committee Act                                                                                     | 1963   | 41      |
| Administrators-General Act                                                                                 | 1963   | 45      |
| Specifice Relief Act                                                                                       | 1963   | 47      |
| Unit Trust of India Act                                                                                    | 1963   | 52      |
| Central Boards of Revenue Act                                                                              | 1963   | 54      |
| Companies (Profits) Surtax Act                                                                             | 1964   | 7       |
| Taxation Laws (Continuation and Validation of Recovery Proceedings) Act                                    | 1964   | 11      |
| Dakshina Bharat Hindi Prachar Sabha Act                                                                    | 1964   | 14      |
| Delhi Delegation of Powers Act                                                                             | 1964   | 23      |
| Legal Tender (Inscribed Notes) Act                                                                         | 1964   | 28      |
| Food Corporations Act                                                                                      | 1964   | 37      |
| Warehousing Corporations (Supplementary) Act                                                               | 1965   | 20      |
| Payment of Bonus Act                                                                                       | 1965   | 21      |
| Banking Laws (Application to Co-operative Societies) Act                                                   | 1965   | 23      |
| Goa, Daman and Diu (Extension of the Code of Civil Procedure and the Arbitration Act) Act                  | 1965   | 30      |
| Railways Employment of Members of the Armed Forces Act                                                     | 1965   | 40      |
| Taxation Laws (Amendment and Miscellaneous Provisions) Act                                                 | 1965   | 41      |
| Cardamom Act                                                                                               | 1965   | 42      |
| Union Territories (Direct Election to the House of the People) Act                                         | 1965   | 49      |
| Goa, Daman and Diu (Absorbed Employees) Act                                                                | 1965   | 50      |
| Seamen's Provident Fund Act                                                                                | 1966   | 4       |
| Produce Cess Act                                                                                           | 1966   | 15      |
| Asian Development Bank Act                                                                                 | 1966   | 18      |
| Delhi High Court Act                                                                                       | 1966   | 26      |
| Railway Property (Unlawful Possession) Act                                                                 | 1966   | 29      |
| Punjab Reorganisation Act                                                                                  | 1966   | 31      |
| Beedi and Cigar Workers (Conditions of Employment) Act                                                     | 1966   | 32      |
| Police Forces (Restriction of Rights) Act                                                                  | 1966   | 33      |
| Post-Graduate Institute of Medical Education and Research, Chandigarh, Act                                 | 1966   | 51      |
| Jawaharlal Nehru University Act                                                                            | 1966   | 53      |
| Seeds Act                                                                                                  | 1966   | 54      |
| Land Acquisition (Amendment and Validation) Act                                                            | 1967   | 13      |
| Passports Act                                                                                              | 1967   | 15      |
| Anti-Corruption Laws (Amendment) Act                                                                       | 1967   | 16      |
| Standards of Weights and Measures (Extension to Kohima and Mokokchung Districts) Act                       | 1967   | 25      |
| Court-fees (Delhi Amendment) Act                                                                           | 1967   | 28      |
| Unlawful Activities (Prevention) Act                                                                       | 1967   | 37      |
| Jammu and Kashmir Representation of the People (Supplementary) Act                                         | 1968   | 3       |
| Public Provident Fund Act                                                                                  | 1968   | 23      |
| Bihar and Uttar Pradesh (Alteration of Boundaries) Act                                                     | 1968   | 24      |
| Central Laws (Extension to Jammu and Kashmir) Act                                                          | 1968   | 25      |
| Pondicherry (Extension of Laws) Act                                                                        | 1968   | 26      |
| Civil Defence Act                                                                                          | 1968   | 27      |
| Enemy Property Act                                                                                         | 1968   | 34      |
| Andhra Pradesh and Mysore (Transfer of Territory) Act                                                      | 1968   | 36      |
| Insecticides Act                                                                                           | 1968   | 46      |
| Border Security Force Act                                                                                  | 1968   | 47      |
| Delhi and Ajmer Rent Control (Nasirabad Cantonment Repeal) Act                                             | 1968   | 49      |
| Central Industrial Security Force Act                                                                      | 1968   | 50      |
| Judges (Inquiry) Act                                                                                       | 1968   | 51      |
| State Agricultural Credit Corporation Act                                                                  | 1968   | 60      |
| Legislative Assembly of Nagaland (Change in Representation) Act                                            | 1968   | 61      |
| President (Discharge of Functions) Act                                                                     | 1969   | 16      |
| Registration of Births and Deaths Act                                                                      | 1969   | 18      |
| Union Territories (Separation of Judicial and Executive Functions) Act                                     | 1969   | 19      |
| Central Sales Tax (Amendment) Act                                                                          | 1969   | 28      |
| Foreign Marriage Act                                                                                       | 1969   | 33      |
| Criminal and Election Laws Amendment Act                                                                   | 1969   | 35      |
| Bihar Land Reforms Laws (Regulating Mines and Minerals) Validation Act                                     | 1969   | 42      |
| Khuda Bakhsh Oriental Public Library Act                                                                   | 1969   | 43      |
| Oaths Act                                                                                                  | 1969   | 44      |
| Punjab Legislative Council (Abolition) Act                                                                 | 1969   | 46      |
| Monopolies and Restrictive Trade Practices Act                                                             | 1969   | 54      |
| Assam Reorganisation (Meghalaya) Act                                                                       | 1969   | 55      |
| Banking Companies (Acquisition and Transfer of Undertakings) Act                                           | 1970   | 5       |
| Haryana and Punjab Agricultural Universities Act                                                           | 1970   | 16      |
| Supreme Court (Enlargement of Criminal Appellate Jurisdiction) Act                                         | 1970   | 28      |
| Contract Labour (Regulation and Abolition) Act                                                             | 1970   | 37      |
| Patents Act                                                                                                | 1970   | 39      |
| Indian Medicine Central Council Act                                                                        | 1970   | 48      |
| Central Labour Laws (Extension to Jammu and Kashmir) Act                                                   | 1970   | 51      |
| State of Himachal Pradesh Act                                                                              | 1970   | 53      |
| Bengal Finance (Sales Tax) (Delhi Validation of Appointments and Proceedings) Act                          | 1971   | 20      |
| Medical Termination of Pregnancy Act                                                                       | 1971   | 34      |
| Public Premises (Eviction of Unauthorised Occupants) Act                                                   | 1971   | 40      |
| Small Coins (Offences) Act                                                                                 | 1971   | 52      |
| Coal Bearing Areas (Acquisition and Development) Amendment and Validation Act                              | 1971   | 54      |
| Comptroller and Auditor General's (Duties, Powers and Conditions of Service) Act                           | 1971   | 56      |
| Naval and Aircraft Prize Act                                                                               | 1971   | 59      |
| Jayanti Shipping Company (Acquisition of Shares) Act                                                       | 1971   | 63      |
| Coking Coal Mines (Emergency Provisions) Act                                                               | 1971   | 64      |
| Asian Refractories Limited (Acquisition of Undertakings) Act                                               | 1971   | 65      |
| Uttar Pradesh Cantonments (Control of Rent and Eviction) Repeal Act                                        | 1971   | 68      |
| Prevention of Insults to National Honour Act                                                               | 1971   | 69      |
| Contempt of Courts Act                                                                                     | 1971   | 70      |
| Delhi Road Transport Laws (Amendment) Act                                                                  | 1971   | 71      |
| Manipur (Hill Areas District Council) Act                                                                  | 1971   | 76      |
| North-Eastern Area (Reorganisation) Act                                                                    | 1971   | 81      |
| Delhi Sikh Gurdwaras Act                                                                                   | 1971   | 82      |
| North-Eastern Council Act                                                                                  | 1971   | 84      |
| Marine Products Export Development Authority Act                                                           | 1972   | 13      |
| Departmental Inquiries (Enforcement of Attendance of Witnesses and Production of Documents) Act            | 1972   | 18      |
| Architects Act                                                                                             | 1972   | 20      |
| Taxation Laws (Extension to Jammu and Kashmir) Act                                                         | 1972   | 25      |
| National Service Act                                                                                       | 1972   | 28      |
| Delhi Lands (Restriction on Transfer) Act                                                                  | 1972   | 30      |
| Delhi Co-operative Societies Act                                                                           | 1972   | 35      |
| Coking Coal Mines (Nationalisation) Act                                                                    | 1972   | 36      |
| Payment of Gratuity Act                                                                                    | 1972   | 39      |
| Diplomatic Relations (Vienna Convention) Act                                                               | 1972   | 43      |
| Antiquities and Art Treasures Act                                                                          | 1972   | 52      |
| Wild Life (Protection) Act                                                                                 | 1972   | 53      |
| General Insurance Business (Nationalisation) Act                                                           | 1972   | 57      |
| Indian Copper Corporation (Acquisition of Undertaking) Act                                                 | 1972   | 58      |
| Former Secretary of State Service Officers (Conditions of Service) Act                                     | 1972   | 59      |
| Limestone and Dolomite Mines Labour Welfare Fund Act                                                       | 1972   | 62      |
| Carriage by Air Act                                                                                        | 1972   | 69      |
| Sick Textile Undertakings (Taking Over of Management) Act                                                  | 1972   | 72      |
| Richardson and Cruddas Limited (Acquisition and Transfer of Undertakings) Act                              | 1972   | 78      |
| Diplomatic and Consular Officers (Oaths and Fees) (Extension to Jammu and Kashmir) Act                     | 1973   | 2       |
| Coal Mines (Taking Over of Management) Act                                                                 | 1973   | 15      |
| Capital of Punjab Development and Regulation (Chandigarh Amendment) Act                                    | 1973   | 17      |
| Delhi School Education Act                                                                                 | 1973   | 18      |
| North-Eastern Hill University Act                                                                          | 1973   | 24      |
| Coal Mines (Nationalisation) Act                                                                           | 1973   | 26      |
| Authoritative Texts (Central Laws) Act                                                                     | 1973   | 50      |
| Alcock Ashdown Company Limited (Acquisition of Undertakings) Act                                           | 1973   | 56      |
| Homoeopathy Central Council Act                                                                            | 1973   | 59      |
| Konkan Passenger Ships (Acquisition) Act                                                                   | 1973   | 62      |
| Delhi Urban Art Commission Act, 1973                                                                       | 1974   | 1       |
| Code of Criminal Procedure, 1973                                                                           | 1974   | 2       |
| Esso (Acquisition of Undertakings in India) Act                                                            | 1974   | 4       |
| Water (Prevention and Control of Pollution) Act                                                            | 1974   | 6       |
| Economic Offences (Inapplicability of Limitation) Act                                                      | 1974   | 12      |
| Coal Mines (Conservation and Development) Act                                                              | 1974   | 28      |
| Additional Emoluments (Compulsory Deposit) Act                                                             | 1974   | 37      |
| University of Hyderabad Act                                                                                | 1974   | 39      |
| Interest-tax Act                                                                                           | 1974   | 45      |
| Oil Industry (Development) Act                                                                             | 1974   | 47      |
| Conservation of Foreign Exchange and Prevention of Smuggling Activities Act                                | 1974   | 52      |
| East-Punjab Urban Rent Restriction (Extension to Chandigarh) Act                                           | 1974   | 54      |
| Sick Textile Undertakings (Nationalisation) Act                                                            | 1974   | 57      |
| Tobacco Board Act                                                                                          | 1975   | 4       |
| All-India Services Regulations (Indemnity) Act                                                             | 1975   | 19      |
| Tokyo Convention Act                                                                                       | 1975   | 20      |
| Rampur Raza Library Act                                                                                    | 1975   | 22      |
| Tobacco Cess Act                                                                                           | 1975   | 26      |
| Delhi Sales Tax Act                                                                                        | 1975   | 43      |
| Cigarettes (Regulation of Production, Supply and Distribution) Act                                         | 1975   | 49      |
| Customs Tariff Act                                                                                         | 1975   | 51      |

## 1976–2000
| Nom des lois | Années | Act No. |  |
| Burmah Shell (Acquisition of Undertakings in India) Act | 1976   | 2       |  |
| Election Laws (Extension to Sikkim) Act | 1976   | 10      |  |
| Sales Promotion Employees (Conditions of Service) Act | 1976   | 11      |  |
| Smugglers and Foreign Exchange Manipulators (Forfeiture of Property) Act | 1976   | 13      |  |
| Bonded Labour System (Abolition) Act | 1976   | 19      |  |
| Regional Rural Banks Act | 1976   | 21      |  |
| Assam Sillimanite Limited (Acquisition and Transfer of Refractory Plant) Act | 1976   | 22      |  |
| Equal Remuneration Act | 1976   | 25      |  |
| Parliamentary Proceedings (Protection of Publication) Repeal Act | 1976   | 28      |  |
| Levy Sugar Price Equalisation Fund Act | 1976   | 31      |  |
| Urban Land (Ceiling and Regulation) Act | 1976   | 33      |  |
| Foreign Contribution (Regulation) Act | 1976   | 49      |  |
| Iron Ore Mines, Manganese Ore Mines and Chrome Ore Mines Labour Welfare Cess Act | 1976   | 55      |  |
| Beedi Workers Welfare Cess Act | 1976   | 56      |  |
| High Court at Patna (Establishment of a Permanent Bench at Ranchi) Act | 1976   | 57      |  |
| Departmentalisation of Union Accounts (Transfer of Personnel) Act | 1976   | 59      |  |
| Standards of Weights and Measures Act | 1976   | 60      |  |
| Iron Ore Mines, Manganese Ore Mines and Chrome Ore Mines Labour Welfare Fund Act | 1976   | 61      |  |
| Beedi Workers Welfare Fund Act | 1976   | 62      |  |
| Betwa River Board Act | 1976   | 63      |  |
| Life Insurance Corporation (Modification of Settlement) Act | 1976   | 72      |  |
| National Library of India Act | 1976   | 76      |  |
| Disturbed Areas (Special Courts) Act | 1976   | 77      |  |
| Territorial Waters, Continental Shelf, Exclusive Economic Zone and other Maritime Zones Act | 1976   | 80      |  |
| Delhi Agricultural Produce Marketing (Regulation) Act | 1976   | 87      |  |
| Indian Iron and Steel Company (Acquisition of Shares) Act | 1976   | 89      |  |
| Delhi Sales Tax (Amendment and Validation) Act | 1976   | 91      |  |
| Braithwaite and Company (India) Limited (Acquisition and Transfer of Undertakings) Act | 1976   | 96      |  |
| Burn Company and Indian Standard Wagon Company (Nationalisation) Act | 1976   | 97      |  |
| Laxmirattan and Atherton West Cotton Mills (Taking Over of Management) Act | 1976   | 98      |  |
| Metal Corporation (Nationalisation and Miscellaneous Provisions) Act | 1976   | 100     |  |
| Untouchability (Offences) Amendment and Miscellaneous Provision Act | 1976   | 106     |  |
| Scheduled Castes and Scheduled Tribes Orders (Amendment) Act | 1976   | 108     |  |
| Parliamentary Proceedings (Protection of Publication) Act | 1977   | 15      |  |
| Disputed Elections (Prime Minister and Speaker) Act | 1977   | 16      |  |
| Caltex (Acquisition of Shares of Caltex Oil Refining (India) Limited and of the Undertakings in India of Caltex (India) Limited) Act                                                                                    | 1977   | 17      |  |
| Salary and Allowances of Leaders of Opposition in Parliament Act | 1977   | 33      |  |
| Lady Hardinge Medical College and Hospital (Acquisition and Miscellaneous Provisions) Act | 1977   | 34      |  |
| Water (Prevention and Control of Pollution) Cess Act | 1977   | 36      |  |
| Smith, Stainstreet and Company Limited (Acquisition and Transfer of Undertakings) Act | 1977   | 41      |  |
| Gresham and Craven of India (Private) Limited (Acquisition and Transfer of Undertakings) Act | 1977   | 42      |  |
| High Denomination Bank Notes (Demonetisation) Act | 1978   | 11      |  |
| Hindustan Tractors Limited (Acquisition and Transfer of Undertakings) Act | 1978   | 13      |  |
| Interest Act | 1978   | 14      |  |
| Public Sector Iron and Steel Companies (Restructuring) and Miscellaneous Provisions Act | 1978   | 16      |  |
| Deposit Insurance Corporation (Amendment and Miscellaneous Provisions) Act | 1978   | 21      |  |
| Coast Guard Act | 1978   | 30      |  |
| Metro Railways (Construction of Works) Act | 1978   | 33      |  |
| Delhi Police Act | 1978   | 34      |  |
| Press Council Act | 1978   | 37      |  |
| Additional Duties of Excise (Textiles and Textile Articles) Act | 1978   | 40      |  |
| Britannia Engineering Company Limited (Mokameh Unit) and the Arthur Butler and Company (Muzaffarpore) Limited (Acquisition and Transfer of Undertakings) Act                                                            | 1978   | 41      |  |
| Bolani Ores Limited (Acquisition of Shares) and Miscellaneous Provisions Act | 1978   | 42      |  |
| Prize Chits and Money Circulation Scheme (Banning) Act | 1978   | 43      |  |
| Sugar Undertakings (Taking Over of Management) Act | 1978   | 49      |  |
| Coconut Development Board Act | 1979   | 5       |  |
| Punjab Excise (Delhi Amendment) Act | 1979   | 12      |  |
| Union Duties of Excise (Distribution) Act | 1979   | 24      |  |
| Kosangas Company (Acquisition of Undertakings) Act | 1979   | 28      |  |
| Inter-State Migrant Workmen (Regulation of Employment and Conditions of Service) Act | 1979   | 30      |  |
| Haryana and Uttar Pradesh (Alteration of Boundaries) Act | 1979   | 31      |  |
| Prevention of Blackmarketing and Maintenance of Supplies of Essential Commodities Act | 1980   | 7       |  |
| Delhi High Court (Amendment) Act | 1980   | 37      |  |
| Banking Companies (Acquisition and Transfer of Undertakings) Act | 1980   | 40      |  |
| Essential Services Maintenance (Assam) Act | 1980   | 41      |  |
| National Company (Acquisition and Transfer of Undertakings) Act | 1980   | 42      |  |
| Brahmaputra Board Act | 1980   | 46      |  |
| Sree Chitra Tirunal Institute for Medical Sciences and Technology, Trivandrum, Act | 1980   | 52      |  |
| Hotel-Receipts Tax Act | 1980   | 54      |  |
| Company Secretaries Act | 1980   | 56      |  |
| Bengal Chemical and Pharmaceutical Works Limited (Acquisition and Transfer of Undertakings) Act | 1980   | 58      |  |
| Jute Companies (Nationalisation) Act | 1980   | 62      |  |
| Maruti Limited (Acquisition and Transfer of Undertakings) Act | 1980   | 64      |  |
| National Security Act | 1980   | 65      |  |
| Bird and Company Limited (Acquisition and Transfer of Undertakings and Other Properties) Act | 1980   | 67      |  |
| Forest (Conservation) Act | 1980   | 69      |  |
| Hind Cycles Limited and Sen-Raleigh Limited (Nationalisation) Act | 1980   | 70      |  |
| Air (Prevention and Control of Pollution) Act | 1981   | 14      |  |
| High Court and Bombay (Extension of Jurisdiction to Goa, Daman and Diu) Act | 1981   | 26      |  |
| Export-Import Bank of India Act | 1981   | 28      |  |
| British India Corporation Limited (Acquisition of Shares) Act | 1981   | 29      |  |
| Cine-Workers Welfare Cess Act | 1981   | 30      |  |
| Dalmia Dadri Cement Limited (Acquisition and Transfer of Undertakings) Act | 1981   | 31      |  |
| Cine-Workers Welfare Fund Act | 1981   | 33      |  |
| Burmah Oil Company (Acquisition of Shares of Oil India Limited and of the Undertakings in India of Assam Oil Company Limited and the Burmah Oil Company (India Trading) Limited) Act                                    | 1981   | 41      |  |
| Maritime Zones of India (Regulation of Fishing by Foreign Vessels) Act | 1981   | 42      |  |
| Anti-Apartheid (United Nations Convention) Act | 1981   | 48      |  |
| Cine-Workers and Cinema Theatre Workers (Regulation of Employment) Act | 1981   | 50      |  |
| National Bank for Agriculture and Rural Development Act | 1981   | 61      |  |
| African Development Fund Act | 1982   | 1       |  |
| Sugar Cess Act | 1982   | 3       |  |
| Sugar Development Fund Act | 1982   | 4       |  |
| Chaparmukh Silghat Railway Line and the Katakhal Lalabazar Railway Line (Nationalisation) Act | 1982   | 36      |  |
| Chit Funds Act | 1982   | 40      |  |
| Governors (Emoluments, Allowances and Privileges) Act | 1982   | 43      |  |
| National Waterway (Allahabad-Haldia Stretch of the Ganga-Bhagirathi, Hooghly River) Act | 1982   | 49      |  |
| Amritsar Oil Works (Acquisition and Transfer of Undertakings) Act | 1982   | 50      |  |
| State Bank of Sikkim (Acquisition of Shares) and Miscellaneous Provisions Act | 1982   | 62      |  |
| Anti-Hijacking Act | 1982   | 65      |  |
| Suppression of Unlawful Acts against Safety of Civil Aviation Act | 1982   | 66      |  |
| Andhra Scientific Company Limited (Acquisition and Transfer of Undertakings) Act | 1982   | 71      |  |
| African Development Bank Act | 1983   | 13      |  |
| Jute Manufacturers Development Council Act | 1983   | 27      |  |
| Jute Manufactures Cess Act | 1983   | 28      |  |
| National Oil Seeds and Vegetable Oils Development Board Act | 1983   | 29      |  |
| Emigration Act | 1983   | 31      |  |
| Punjab Disturbed Areas Act | 1983   | 32      |  |
| Chandigarh Disturbed Areas Act | 1983   | 33      |  |
| Armed Forces (Punjab and Chandigarh) Special Powers Act | 1983   | 34      |  |
| Dangerous Machines (Regulation) Act | 1983   | 35      |  |
| Illegal Migrants (Determination by Tribunals) Act | 1983   | 39      |  |
| Textile Undertakings (Taking Over of Management) Act | 1983   | 40      |  |
| Transformer and Switchgear Limited (Acquisition and Transfer of Undertakings) Act | 1983   | 41      |  |
| Public Financial Institutions (Obligation as to Fidelity and Secrecy) Act | 1983   | 48      |  |
| Prevention of Damage to Public Property Act | 1984   | 3       |  |
| Asiatic Society Act | 1984   | 5       |  |
| Ganesh Flour Mills Company Limited (Acquisition and Transfer of Undertakings) Act | 1984   | 16      |  |
| Inchek Tyres Limited and National Rubber Manufacturers Limited (Nationalisation) Act | 1984   | 17      |  |
| Mogul Line Limited (Acquisition of Shares) Act | 1984   | 33      |  |
| Punjab State Legislature (Delegation of Powers) Act | 1984   | 36      |  |
| Aluminium Corporation of India Limited (Acquisition and Transfer of Aluminium Undertaking) Act | 1984   | 43      |  |
| Indian Veterinary Council Act | 1984   | 52      |  |
| Hooghly Docking and Engineering Company Limited (Acquisition of Undertakings and Transfer) Act | 1984   | 55      |  |
| Bengal Immunity Company Limited (Acquisition and Transfer of Undertakings) Act | 1984   | 57      |  |
| Terrorist Affected Areas (Special Courts) Act | 1984   | 61      |  |
| Industrial Reconstruction Bank of India Act | 1984   | 62      |  |
| Family Courts Act | 1984   | 66      |  |
| National Capital Region Planning Board Act | 1985   | 2       |  |
| General Insurance Business (Nationalisation) Amendment Act | 1985   | 3       |  |
| Calcutta Metro Railway (Operation and Maintenance) Temporary Provisions Act | 1985   | 10      |  |
| Administrative Tribunals Act | 1985   | 13      |  |
| Bhopal Gas Leak Disaster (Processing of Claims) Act | 1985   | 21      |  |
| Handlooms (Reservation of Articles for Production) Act | 1985   | 22      |  |
| Terrorist and Disruptive Activities (Prevention) Act | 1985   | 28      |  |
| Tea Companies (Acquisition and Transfer of Sick Tea Units) Act | 1985   | 37      |  |
| Indira Gandhi National Open University Act | 1985   | 50      |  |
| Pondicherry University Act | 1985   | 53      |  |
| Standards of Weights and Measures (Enforcement) Act | 1985   | 54      |  |
| Intelligence Organisations (Restriction on Rights) Act | 1985   | 58      |  |
| Judges (Protection) Act | 1985   | 59      |  |
| Railway Protection Force (Amendment) Act | 1985   | 60      |  |
| Narcotic Drugs and Psychotropic Substances Act | 1985   | 61      |  |
| Central Excises and Salt (Amendment) Act | 1985   | 79      |  |
| Customs (Amendment) Act | 1985   | 80      |  |
| Banking Laws (Amendment) Act | 1985   | 81      |  |
| Inland Waterways Authority of India Act | 1985   | 82      |  |
| Futwah-Islampur Light Railway Line (Nationalisation) Act | 1985   | 83      |  |
| Sick Industrial Companies (Special Provisions) Act, 1985 Rep. by Act 1 of 04 (w.e.f.- - )] | 1986   | 1       |  |
| Agricultural and Processed Food Products Export Development Authority Act, 1985 | 1986   | 2       |  |
| Central Excise Tariff Act, 1985 | 1986   | 5       |  |
| Spices Board Act | 1986   | 10      |  |
| Administrative Tribunals (Amendment) Act | 1986   | 19      |  |
| Muslim Women (Protection of Rights on Divorce) Act | 1986   | 25      |  |
| Coal Mines Labour Welfare Fund (Repeal) Act | 1986   | 27      |  |
| Environment (Protection) Act | 1986   | 29      |  |
| Swadeshi Cotton Mills Company Limited (Acquisition and Transfer of Undertakings) Act | 1986   | 30      |  |
| Research and Development Cess Act | 1986   | 32      |  |
| Merchant Shipping (Amendment) Act | 1986   | 33      |  |
| State of Mizoram Act | 1986   | 34      |  |
| Taxation Laws (Amendment and Miscellaneous Provisions) Act | 1986   | 46      |  |
| National Security Guard Act | 1986   | 47      |  |
| Dock Workers (Safety, Health and Welfare) Act | 1986   | 54      |  |
| Delhi Fire Prevention and Fire Safety Act | 1986   | 56      |  |
| Delhi Apartment Ownership Act | 1986   | 58      |  |
| Indecent Representation of Women (Prohibition) Act | 1986   | 60      |  |
| Child Labour (Prohibition and Regulation) Act | 1986   | 61      |  |
| Bureau of Indian Standards Act | 1986   | 63      |  |
| Shipping Development Fund Committee (Abolition) Act | 1986   | 66      |  |
| Consumer Protection Act | 1986   | 68      |  |
| State of Arunachal Pradesh Act | 1986   | 69      |  |
| Cotton Copra and Vegetable Oils Cess (Abolition) Act | 1987   | 4       |  |
| Jute Packaging Materials (Compulsory Use in Packing Commodities) Act | 1987   | 10      |  |
| Merchant Shipping (Amendment) Act | 1987   | 13      |  |
| Mental Health Act | 1987   | 14      |  |
| Goa, Daman and Diu Mining Concessions (Abolition and Declaration as Mining Leases) Act | 1987   | 16      |  |
| Goa, Daman and Diu Reorganisation Act | 1987   | 18      |  |
| Payment of Gratuity (Amendment) Act | 1987   | 22      |  |
| Expenditure-tax Act | 1987   | 35      |  |
| Brentford Electric (India) Limited (Acquisition and Transfer of Undertakings) Act | 1987   | 36      |  |
| National Dairy Development Board Act | 1987   | 37      |  |
| Legal Services Authorities Act | 1987   | 39      |  |
| Air (Prevention and Control of Pollution) Amendment Act | 1987   | 47      |  |
| All India Council for Technical Education Act | 1987   | 52      |  |
| National Housing Bank Act | 1987   | 53      |  |
| Railway Claims Tribunal Act | 1987   | 54      |  |
| Chandigarh (Delegation of Powers) Act, 1987 | 1988   | 2       |  |
| Commission of Sati (Prevention) Act, 1987 | 1988   | 3       |  |
| Tamil Nadu Agricultural Service Co-operative Societies (Appointment of Special Officers) Amendment Act | 1988   | 22      |  |
| Companies (Amendment) Act | 1988   | 31      |  |
| Employees' Provident Funds and Miscellaneous Provisions (Amendment) Act | 1988   | 33      |  |
| Special Protection Group Act | 1988   | 34      |  |
| National Waterway (Sadiya-Dhubri Stretch of the Brahmaputra River) Act | 1988   | 40      |  |
| Religious Institutions (Prevention of Misuse) Act | 1988   | 41      |  |
| Bharat Petroleum Corporation Limited (Determination of Conditions of Service of Employees) Act | 1988   | 44      |  |
| Benami Transactions (Prohibition) Act | 1988   | 45      |  |
| Prevention of Illicit Traffic in Narcotic Drugs and Psychotropic Substances Act | 1988   | 46      |  |
| Prevention of Corruption Act | 1988   | 49      |  |
| Labour Laws (Exemption from Furnishing Returns and Maintaining Registers by certain Establishments) Act | 1988   | 51      |  |
| Auroville Foundation Act | 1988   | 54      |  |
| Jamia Millia Islamia Act | 1988   | 58      |  |
| Motor Vehicles Act | 1988   | 59      |  |
| National Highways Authority of India Act | 1988   | 68      |  |
| Direct Tax Laws (Amendment) Act | 1989   | 3       |  |
| Representation of the People (Amendment) Act | 1989   | 21      |  |
| Assam University Act | 1989   | 23      |  |
| Railways Act | 1989   | 24      |  |
| Employees' State Insurance (Amendment) Act | 1989   | 29      |  |
| Scheduled Castes and the Scheduled Tribes (Prevention of Atrocities) Act | 1989   | 33      |  |
| Nagaland University Act | 1989   | 35      |  |
| Small Industries Development Bank of India Act | 1989   | 39      |  |
| National Commission for Women Act | 1990   | 20      |  |
| Armed Forces (Jammu and Kashmir) Special Powers Act | 1990   | 21      |  |
| Prasar Bharati (Broadcasting Corporation of India) Act | 1990   | 25      |  |
| Public Liability Insurance Act | 1991   | 6       |  |
| Election Commission (Conditions of Service of Election Commissioners and Transaction of Business) Act | 1991   | 11      |  |
| Remittances of Foreign Exchange and Investment in Foreign Exchange Bonds (Immunities and Exemptions) Act | 1991   | 41      |  |
| Places of Worship (Special Provisions) Act | 1991   | 42      |  |
| Wild Life (Protection) Amendment Act | 1991   | 44      |  |
| Government of National Capital Territory of Delhi Act, 1991 | 1992   | 1       |  |
| Destructive Insects and Pests (Amendment and Validation) Act | 1992   | 12      |  |
| Securities and Exchange Board of India Act | 1992   | 15      |  |
| Cess and Other Taxes on Minerals (Validation) Act | 1992   | 16      |  |
| National Commission for Minorities Act | 1992   | 19      |  |
| Foreign Trade (Development and Regulation) Act | 1992   | 22      |  |
| National Waterway (Kollam-Kottapuram Stretch of West Coast Canal and Champakara and Udyogmandal Canals) Act | 1992   | 25      |  |
| Special Court (Trial of Offences Relating to Transactions in Securities) Act | 1992   | 27      |  |
| Rehabilitation Council of India Act | 1992   | 34      |  |
| Indo-Tibetan Border Police Force Act | 1992   | 35      |  |
| Central Agricultural University Act | 1992   | 40      |  |
| Infant Milk Substitutes, Feeding Bottles and Infant Foods (Regulation of Production, Supply and Distribution) Act | 1992   | 41      |  |
| Industrial Finance Corporation (Transfer of Undertaking and Repeal) Act | 1993   | 23      |  |
| National Thermal Power Corporation Limited, the National Hydro-Electric Power Corporation Limited and the North-Eastern Electric Power Corporation Limited (Acquisition and Transfer of Power Transmission Systems) Act | 1993   | 24      |  |
| Gold Bonds (Immunities and Exemptions) Act | 1993   | 25      |  |
| National Commission for Backward Classes Act | 1993   | 27      |  |
| Multimodal Transportation of Goods Act | 1993   | 28      |  |
| Interest on Delayed Payments to Small Scale and Ancillary Industrial Undertakings Act Repealed by Act 27 of 2006 (w.e.f. date to be notified)]                                                                          | 1993   | 32      |  |
| Acquisition of Certain Area at Ayodhya Act | 1993   | 33      |  |
| SAARC Convention (Suppression of Terrorism) Act | 1993   | 36      |  |
| Beedi and Cigar Workers (Conditions of Employment) Amendment Act | 1993   | 41      |  |
| Central Laws (Extension to Arunachal Pradesh) Act | 1993   | 44      |  |
| Tezpur University Act | 1993   | 45      |  |
| Employment of Manual Scavengers and Construction of Dry Latrines (Prohibition) Act | 1993   | 46      |  |
| Betwa River Board (Amendment) Act | 1993   | 49      |  |
| Recovery of Debts Due to Banks and Financial Institutions Act | 1993   | 51      |  |
| National Commission for Safai Karamcharis Act | 1993   | 64      |  |
| Oil and Natural Gas Commission (Transfer of Undertaking and Repeal) Act | 1993   | 65      |  |
| Public Records Act | 1993   | 69      |  |
| National Council for Teacher Education Act | 1993   | 73      |  |
| Kalakshetra Foundation Act, 1993 | 1994   | 6       |  |
| Protection of Human Rights Act, 1993 | 1994   | 10      |  |
| Air Corporations (Transfer of Undertakings and Repeal) Act | 1994   | 13      |  |
| Manipur Panchayati Raj Act | 1994   | 26      |  |
| Punjab Gram Panchayat, Samities and Zilla Parishad (Chandigarh Repeal) Act | 1994   | 27      |  |
| Transplantation of Human Organs Act | 1994   | 42      |  |
| Manipur Municipalities Act | 1994   | 43      |  |
| New Delhi Municipal Council Act | 1994   | 44      |  |
| Punjab Municipal Corporation Law (Extension to Chandigarh) Act | 1994   | 45      |  |
| Airports Authority of India Act | 1994   | 55      |  |
| Neyveli Lignite Corporation Limited (Acquisition and Transfer of Power Transmission System) Act | 1994   | 56      |  |
| Pre-conception and Pre-natal Diagnostic Techniques (Prohibition of Sex Selection) Act | 1994   | 57      |  |
| Babasaheb Bhimrao Ambedkar University Act | 1994   | 58      |  |
| Cable Television Networks (Regulation) Act | 1995   | 7       |  |
| National Environment Tribunal Act | 1995   | 27      |  |
| Delhi Rent Act | 1995   | 33      |  |
| Textile Undertakings (Nationalisation) Act | 1995   | 39      |  |
| Wakf Act | 1995   | 43      |  |
| Technology Development Board Act | 1995   | 44      |  |
| Persons With Disabilities (Equal Opportunities, Protection of Rights and Full Participation) Act, 1995 | 1996   | 1       |  |
| Depositories Act | 1996   | 22      |  |
| Arbitration and Conciliation Act | 1996   | 26      |  |
| Building and Other Construction Workers (Regulation of Employment and Conditions of Service) Act | 1996   | 27      |  |
| Building and Other Construction Workers' Welfare Cess Act | 1996   | 28      |  |
| Provisions of the Panchayats (Extension to the Scheduled Areas) Act | 1996   | 40      |  |
| Maulana Azad National Urdu University Act, 1996 | 1997   | 2       |  |
| Mahatama Gandhi Antarashtriya Hindi Vishwavidyalaya Act, 1996 | 1997   | 3       |  |
| Industrial Reconstruction Bank (Transfer of Undertakings and Repeal) Act | 1997   | 7       |  |
| Lalitkala Akademi (Taking Over of Management) Act | 1997   | 17      |  |
| National Environment Appellate Authority Act | 1997   | 22      |  |
| Telecom Regulatory Authority of India Act | 1997   | 24      |  |
| Vice-President's Pension Act | 1997   | 30      |  |
| Dock Workers (Regulation of Employment) (Inapplicability to Major Ports) Act | 1997   | 31      |  |
| National Institute of Pharmaceutical Education and Research Act | 1998   | 13      |  |
| Lotteries (Regulation) Act | 1998   | 17      |  |
| Leaders of Chief Whips of Recognised Parties and Groups in Parliament (Facilities) Act, 1998 | 1999   | 5       |  |
| Delhi Development Authority (Validation of Disciplinary Powers) Act | 1998   | 6       |  |
| Urban Land (Ceiling and Regulation) Repeal Act | 1999   | 15      |  |
| Central Industrial Security Force (Amendment and Validation) Act | 1999   | 40      |  |
| Insurance Regulatory and Development Authority Act | 1999   | 41      |  |
| Foreign Exchange Management Act | 1999   | 42      |  |
| National Trust for Welfare of Persons with Autism, Cerebral Palsy, Mental Retardation and Multiple Disabilities Act | 1999   | 44      |  |
| Trade Marks Act | 1999   | 47      |  |
| Geographical Indications of Goods (Registration and Protection) Act | 1999   | 48      |  |
| Mizoram University Act | 2000   | 8       |  |
| Designs Act | 2000   | 16      |  |
| Direct-Tax Laws (Miscellaneous) Repeal Act | 2000   | 20      |  |
| Information Technology Act | 2000   | 21      |  |
| Madhya Pradesh Reorganisation Act | 2000   | 28      |  |
| Uttar Pradesh Reorganisation Act | 2000   | 29      |  |
| Bihar Reorganisation Act | 2000   | 30      |  |
| Chemical Weapons Convention Act | 2000   | 34      |  |
| Semiconductor Integrated Circuits Layout-Design Act | 2000   | 37      |  |
| Coal India (Regulation of Transfer and Validation) Act | 2000   | 45      |  |
| Immigration (Carriers’ Liability) Act | 2000   | 52      |  |
| Central Road Fund Act | 2000   | 54      |  |
| Juvenile Justice (Care and Protection of Children) Act | 2000   | 56      |  |

## 2000 – 2006
| Nom des lois | Années | Act No. |
| Indian Council of World Affairs Act | 2001   | 29      |
| Advocates’ Welfare Fund Act | 2001   | 45      |
| Energy Conservation Act | 2001   | 52      |
| Loi sur la protection des variétés végétales et des droits des agriculteurs (en)                                                                   | 2001   | 53      |
| Delimitation Act | 2002   | 33      |
| Haj Committee Act | 2002   | 35      |
| Foreign Aircraft (Exemption from Taxes and Duties on Fuel and Lubricants) Act                                                                      | 2002   | 36      |
| Multi-State Co-operative Societies Act | 2002   | 39      |
| Securitisation and Reconstruction of Financial Assets and Enforcement of Security Interest Act                                                     | 2002   | 54      |
| Unit Trust of India (Transfer of Undertaking and Repeal) Act                                                                                       | 2002   | 58      |
| Delhi Metro Railway (Operation and Maintenance) Act                                                                                                | 2002   | 60      |
| Suppression of Unlawful Acts against Safety of Maritime Navigation and Fixed Platforms on Continental Shelf Act                                    | 2002   | 69      |
| Competition Act | 2002   | 12      |
| Control of National Highways (Land and Traffic) Act                                                                                                | 2002   | 13      |
| Loi sur la prévention du blanchiment d'argent (en)                                                                                                 | 2002   | 15      |
| Offshore Areas Mineral (Development and Regulation) Act                                                                                            | 2002   | 17      |
| Loi sur la biodiversité (Inde) (en) | 2002   | 18      |
| Cigarettes and other Tobacco Products (Prohibition of Advertisement and Regulation of Trade and Commerce, Production, Supply and Distribution) Act | 2003   | 34      |
| Electricity Act | 2003   | 36      |
| Fiscal Responsibility and Budget Management Act | 2003   | 39      |
| Central Vigilance Commission Act | 2003   | 45      |
| Repatriation of Prisoners Act | 2003   | 49      |
| Industrial Development Bank (Transfer of Undertaking and Repeal) Act                                                                               | 2003   | 53      |
| Sick Industrial Companies (Special Provisions) Repeal Act                                                                                          | 2003   | 01      |
| Customs and Central Excise Laws (Repeal) Act | 2004   | 25      |
| Prevention of Terrorism (Repeal) Act | 2004   | 26      |
| National Commission for Minority Educational Institutions Act                                                                                      | 2004   | 02      |
| Parel Investments and Trading Private Limited and Domestic Gas Private Limited (Taking over of Management) Repeal Act                              | 2005   | 14      |
| The Weapons of Mass Destruction and Their Delivery Systems (Prohibition of Unlawful Activities) Act                                                | 2005   | 21      |
| Loi sur le droit à l'information (Inde) (en) | 2005   | 22      |
| Coastal Aquaculture Authority Act | 2005   | 24      |
| University of Allahabad Act | 2005   | 26      |
| Bihar Value Added Tax Act | 2005   | 27      |
| Special Economic Zones Act | 2005   | 28      |
| Private Security Agencies (Regulation) Act | 2005   | 29      |
| Credit Information Companies (Regulation) Act | 2005   | 30      |
| National Rular Employment Guarantee Act | 2005   | 42      |
| Loi sur la protection des femmes contre les violences domestiques (en)                                                                             | 2005   | 43      |
| National Tax Tribunal Act | 2005   | 49      |
| Loi sur l'emblème de l'État indien (interdiction d'utilisation abusive) (en)                                                                       | 2005   | 50      |
| Loi sur la gestion des catastrophes (en) | 2005   | 53      |
| Manipur University Act | 2005   | 54      |
| Andhra Pradesh Legislative Council Act,2005 | 2006   | 01      |
| Commissions for Protection of Child Rights Act,2005                                                                                                | 2006   | 04      |
| Petroleum and Natural Gas Regulatory Board Act | 2006   | 19      |
| Delhi Laws (Special Provisions) Act,2006 | 2006   | 22      |
| Cess Laws (Repealing and Amending) Act,2006 | 2006   | 24      |
| Micro, Small and Medium Enterprises Development Act,2006                                                                                           | 2006   | 27      |
| National Institute of Fashion Technology Act,2006                                                                                                  | 2006   | 28      |
| Union Duties of Excise (Electricity) Distribution Repeal Act,2006                                                                                  | 2006   | 30      |